# Hrabstwo McClain

Piramida wieku mieszkańców hrabstwa McClain

McClain – hrabstwo w stanie Oklahoma w USA. Założone 1907 roku. Populacja liczy 34 506 mieszkańców (stan według spisu z 2010 roku).
Powierzchnia hrabstwa to 1502 km² (w tym 26 km² stanowią wody). Gęstość zaludnienia wynosi 23 osoby/km².
Nazwa hrabstwa pochodzi od nazwiska Charlesa M. McClaina, jednego z twórców konstytucji stanu Oklahoma.

## Miasta
- Blanchard
- Byars
- Cole
- Dibble
- Goldsby
- Newcastle
- Purcell
- Rosedale
- Washington
- Wayne